# Lonely Lisa
Lonely Lisa è il terzo singolo della cantautrice francese Mylène Farmer, estratto dal suo ottavo album studio Bleu noir e pubblicato il 4 luglio 2011 dall'etichetta discografica Polydor.
Prodotta da RedOne, la traccia presenta uno stile pop-dance tipico dello stile del suo produttore, che già qualche mese prima aveva prodotto la hit Oui mais... non.
Il videoclip è realizzato dal regista Roy Raz, il quale riprende Mylène nel deserto israeliano, ma anche in uno studio dov'è circondata da alcune ballerine in tutù. Gli abiti indossati da Mylène nel video saranno realizzati da Jean Paul Gaultier.
La vera particolarità della traccia risiede nel gran numero di remix che verranno prodotti per i supporti: quello più curioso è sicuramente il remix intitolato "Hurts Remix", composto interamente dal famoso gruppo britannico Hurts.

## Tracce[4]
1. Lonely Lisa (Single version) - 3:03
2. Lonely Lisa (Instrumental) - 3:02
3. Lonely Lisa (Hurts Remix) - 3:02
4. Lonely Lisa (Lonely Jerem Radio Remix) - 2:48
5. Lonely Lisa (Lonely Jeremix) - 5:04
6. Lonely Lisa (Lonely Jerem Dub Mix) - 5:04
7. Lonely Lisa (Mathieu Bouthier & Muttonheads Radio Remix) - 3:22
8. Lonely Lisa (Mathieu Bouthier & Muttonheads Remix) - 4:48
9. Lonely Lisa (Mathieu Bouthier & Muttonheads Dubx) - 4:32
10. Lonely Lisa (Curtis & Luka Radio Mix) - 3:30
11. Lonely Lisa (Curtis & Luka Extended Mix) - 5:18
12. Lonely Lisa (Laurent Pepper Remix Radio Edit) - 3:00
13. Lonely Lisa (Laurent Pepper Remix Extendedx) - 5:38
14. Lonely Lisa (Twill & Yohanne Simon Remix Radio) - 3:39
15. Lonely Lisa (Twill & Yohanne Simon Remix) - 6:28
16. Lonely Lisa (Twill & Yohanne Simon Dub Remix) - 6:28
17. Lonely Lisa (Greg B Remix Edit) - 3:16
18. Lonely Lisa (Glam As You Club Mix By Guéna LG) - 8:34